# Історія міст України
Міста́ Украї́ни. В Україні налічується 459 міст. В Україні є 177 міст обласного значення, 280 — районного.

## Історія міського заселення України

### Первісний період
Див. також: Античні міста Північного Причорномор'я, генуезькі колонії у Північному Причорномор'ї

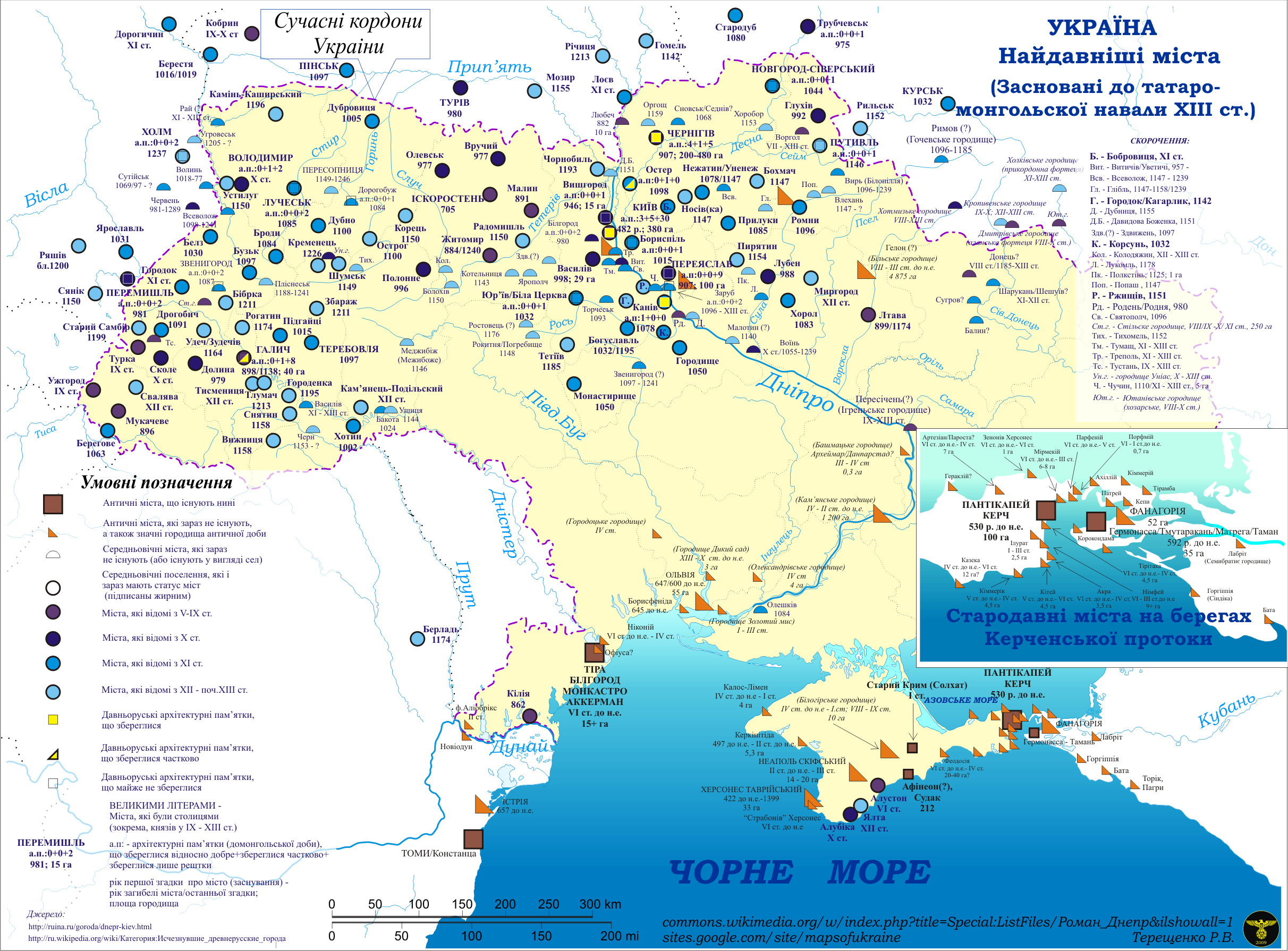
Давні міста України

Початок утворення міст в Україні сягає до VIII ст. до н. е., коли в Північному Причорномор'ї виникло десять старогрецьких міст-колоній. Розпад рабовласницького ладу і удари сусідніх племен у IV—V ст. н. е. призвели до занепаду і ліквідації цих античних міст.

### Київська Русь
Новий етап розвитку урбанізації припадає на період становлення і розквіту давньоруської держави Русі. 
В період з другої половини ІХ до початку ХІІ ст. існувало 99 літописних "градів". Літописи дають свідчення про існування в д.п. ІХ – Х ст. двадцяти шести руських міст, а для ХІ ст. – шістдесяти дев'яти. Найбільш загальний список давньоруських міст, складений М.М.Тіхоміровим для ІХ – ХІ ст., можна доповнити ще дванадцятьма "градами" (Варін, Вигошев, Волок, Голтав, "Город на Встрі", Засаков, Звенигород Київський, Красн, Кснятин, Листвен, Лукомль, Новий Город).

### Період татаро-монгольської навали. Середньовіччя

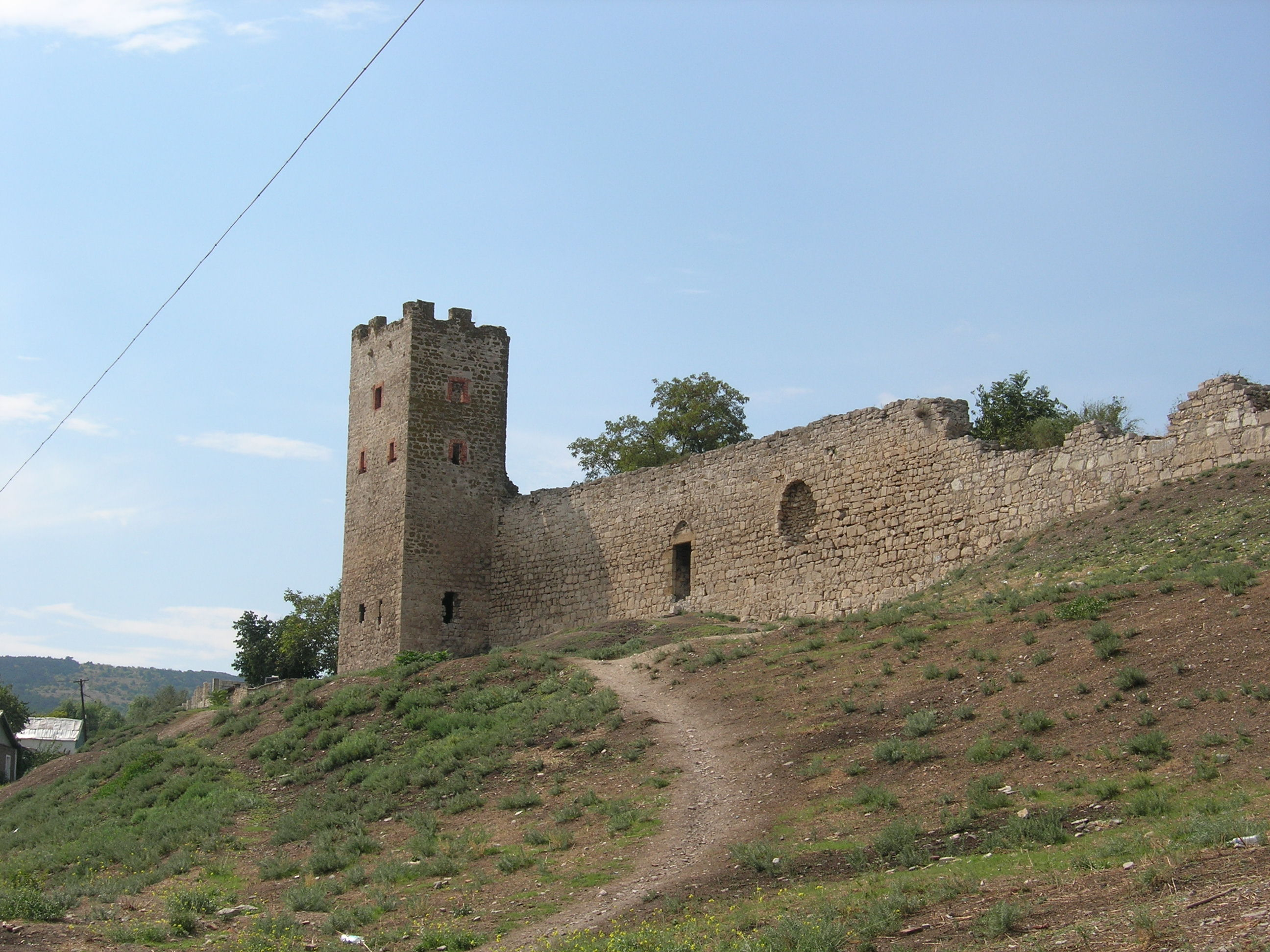
Залишки старовинних мурів Кафи-Феодосії у АР Крим

Див. також: Монголо-татарська навала, фортифікаційне будівництво в Україні
За даними літописів, на кінець XII століття на Русі налічувалось 238 міст, які відігравали роль торговельно-ремісничих, оборонних центрів тощо. Під час татаро-монгольської навали більша частина південно-руських міст була зруйнована і спалена.
У 40-х роках XIII століття для більшості князівств Русі почалася іноземна навала, яка закінчилася лише через чверть сторіччя і ще стільки ж тривали періодичні набіги казанських, астраханських і кримських ханів. Військові спустошення і важкий тиск податків привели до затяжного економічного занепаду. За перші 50 років ординського правління не було побудовано жодного міста.

### 17 ст.— 19 ст.

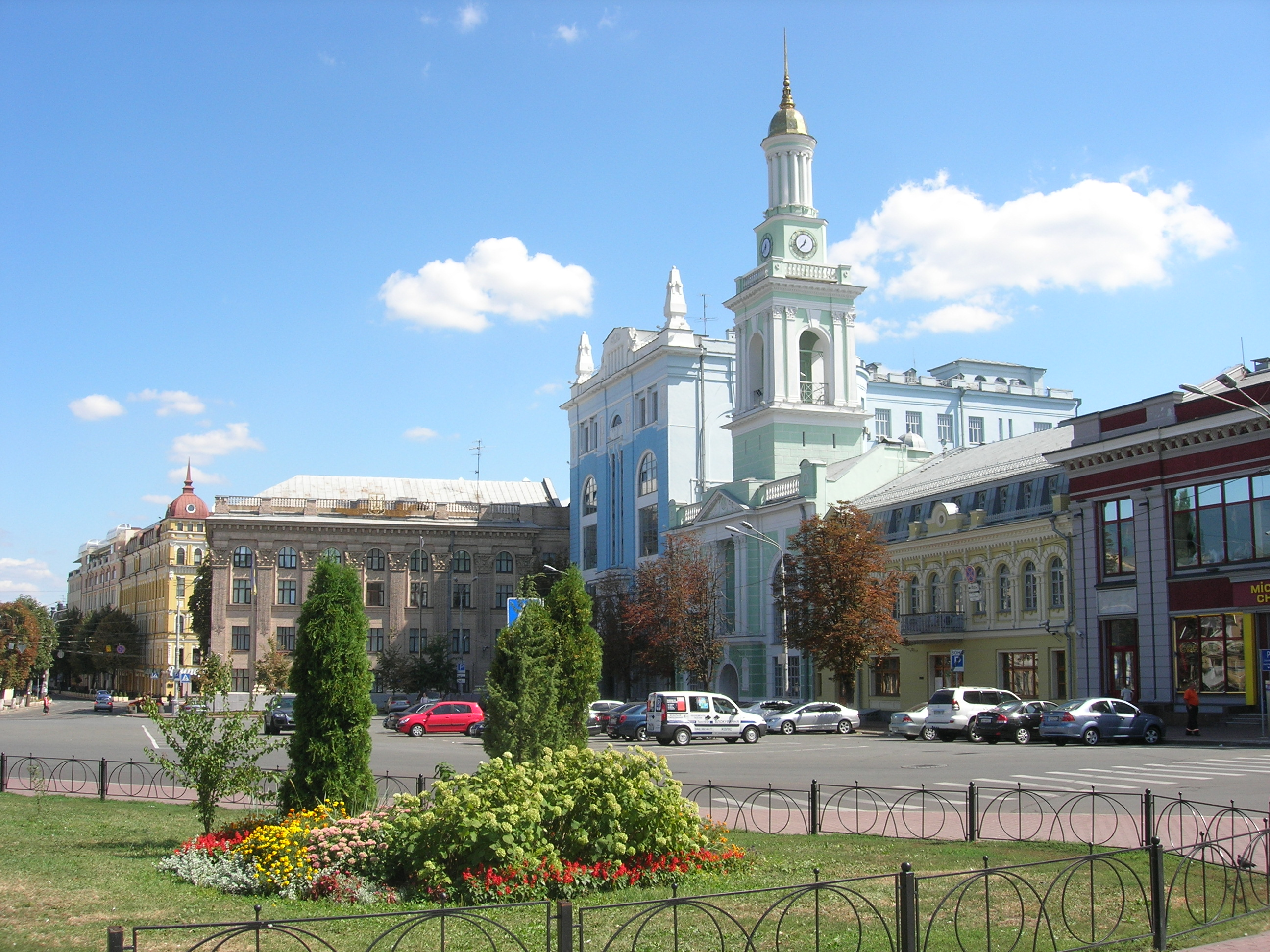
Старовинна Контрактова площа у Києві

Див. також: Історія України в 17 столітті, колонізація Степової України в 16—18 століттях, Слобідська Україна

У феодальний період процеси урбанізації відбуваються досить повільними темпами у складних соціально-економічних умовах. В середині XVII століття в Україні нараховувалося 756 міст, в яких мешкало 1,4 млн. чол. Велика кількість міст у цей період була зумовлена значним розосередженням ремісницького виробництва, промислів і торгівлі, а також прийнятим тоді порядком віднесення поселень до категорії міст.
З другої половини 17 століття, після унії України з Московщиною, починається новий період урбанізації, коли відбулося інтенсивне виселення Слобідської України, порівняно швидко зростала чисельність міського населення, створювалися міські поселення.
У 17 столітті з розвитком мануфактурного виробництва в Лівобережній і Слобідській Україні зріс приплив сільського населення в міста. Наслідком цього слід вважати розвиток специфічних для того часу форм урбанізації, що полягають у зростанні «прихованого» міського населення, тобто сільського населення, яке зайняте в промисловості.

## Плани міст України

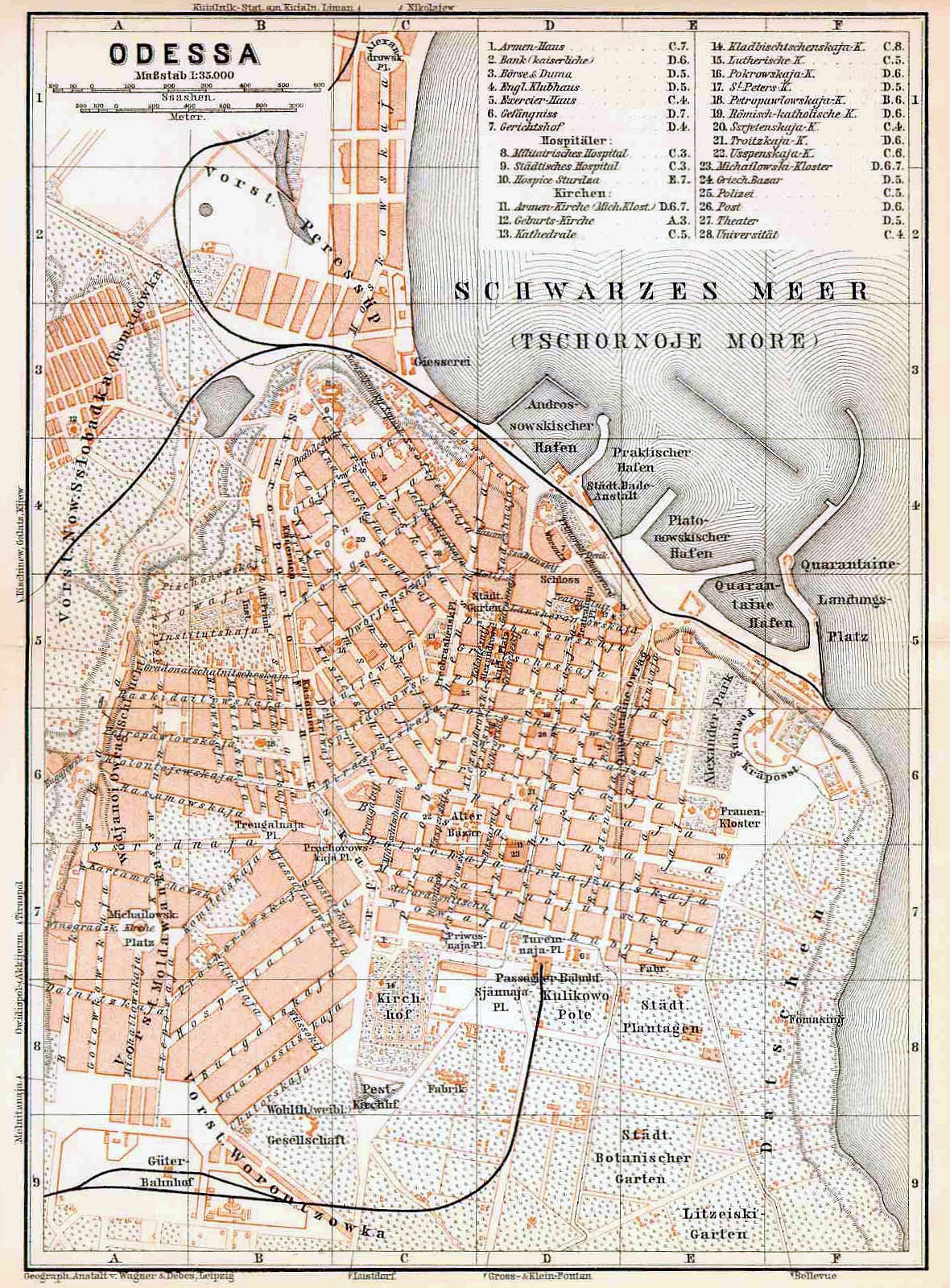
Мапа міста Одеси, 1892 р.
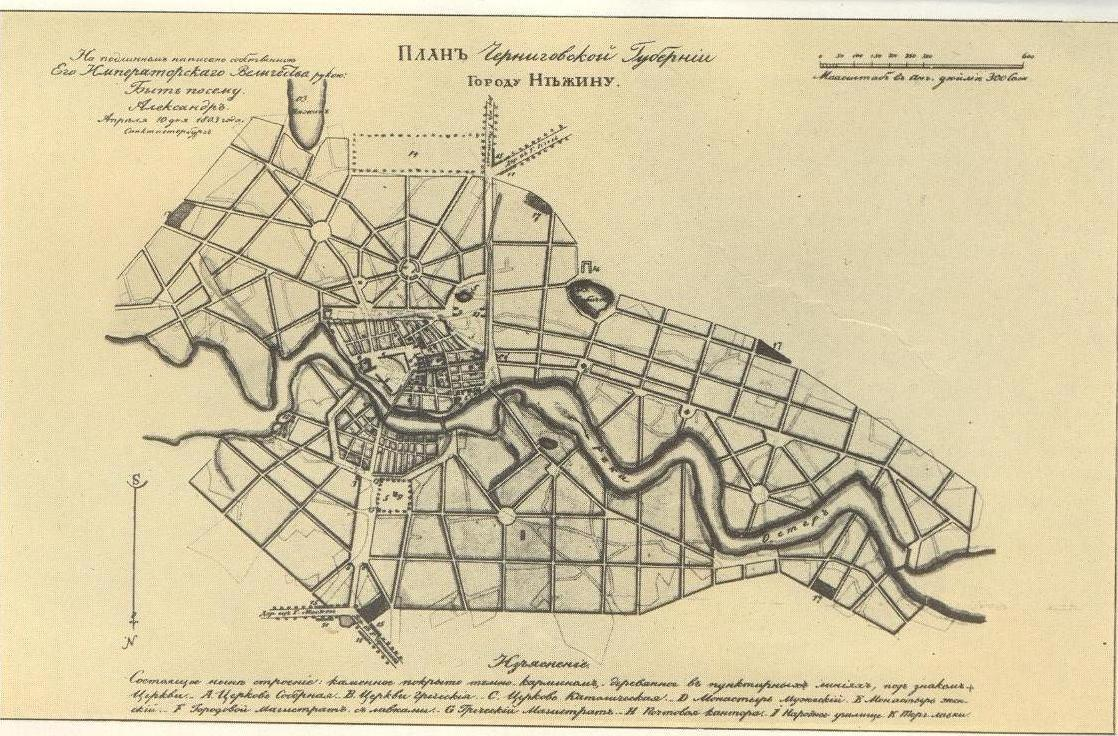
План м. Ніжина, 1803 р.
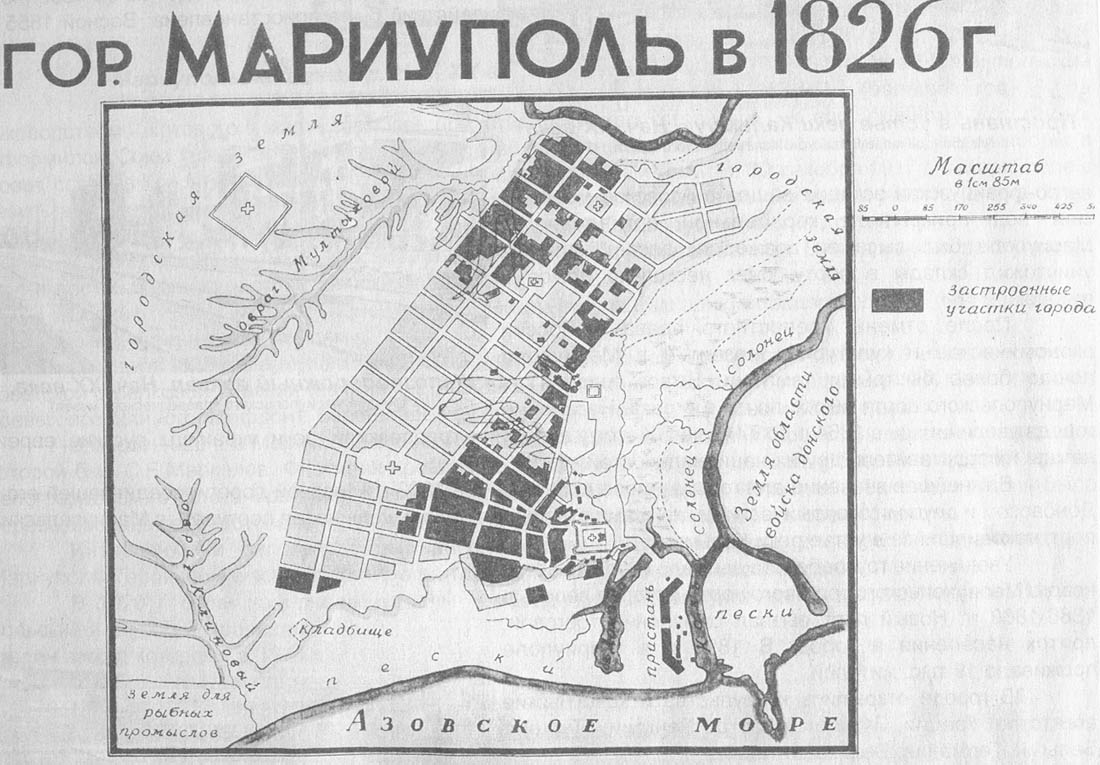
Мапа міста Маріуполь, 1826 р.

### Індустріальний період

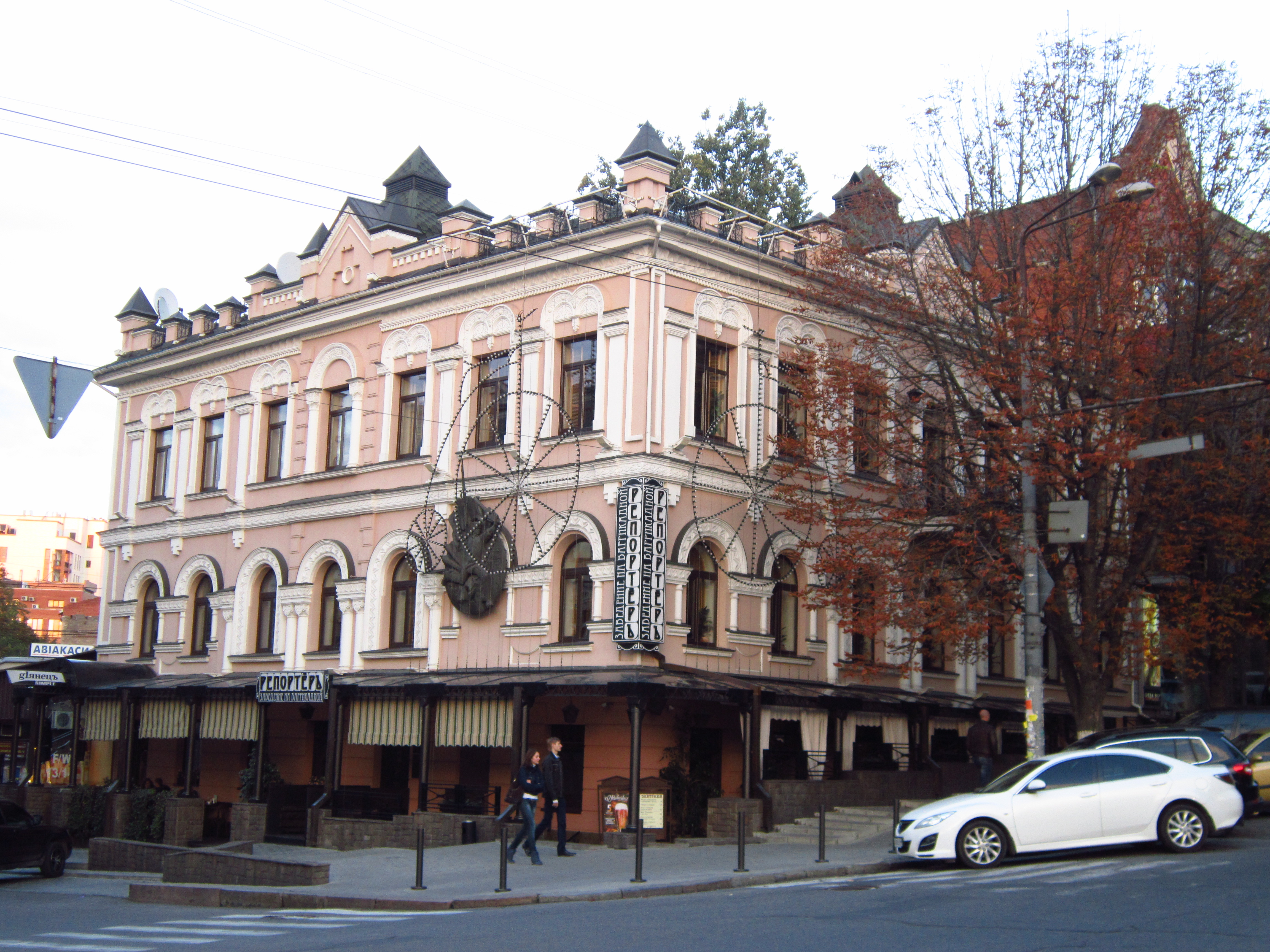
Старовинний будинок у середмісті Катеринослава-Дніпра

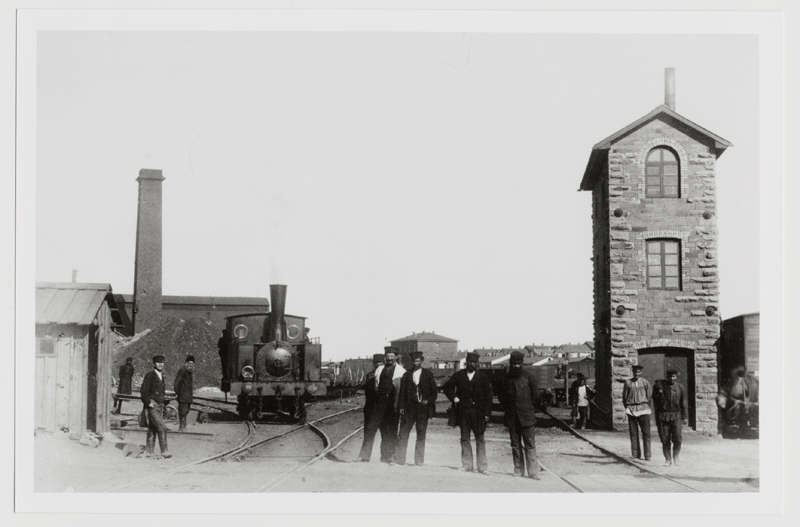
Юзівка, локомотивний завод

Якщо в домонгольські часи одним з найбільших ремісничо-торговельних центрів України був Київ, в якому налічувалось понад 60 ремісничих спеціальностей, то наприкінці XIX століття географія промислових центрів поширюється на південно-східні райони. Центрами металургійної промисловості стали Донбас і Придніпров'я, машинобудівної і металообробної — Харків, Донбас, Придніпров'я, Київ, Херсон, Одеса, цукрової — Правобережна і частково Лівобережна (місто Карлівка, Лохвиця на Полтавщині) Україна
| Важливі риси урбанізації України XIX — початок XX століття | Важливі риси урбанізації України XIX — початок XX століття      | Важливі риси урбанізації України XIX — початок XX століття | Важливі риси урбанізації України XIX — початок XX століття | Важливі риси урбанізації України XIX — початок XX століття | Важливі риси урбанізації України XIX — початок XX століття |
|                                                            |                                                                 | Природно-економічні райони                                 | Природно-економічні райони                                 | Природно-економічні райони                                 |                                                            |
| Роки                                                       | Міські поселення та населення                                   | Правобережжя                                               | Лівобережжя                                                | Степ                                                       | Україна в цілому                                           |
| ---------------------------------------------------------- | --------------------------------------------------------------- | ---------------------------------------------------------- | ---------------------------------------------------------- | ---------------------------------------------------------- | ---------------------------------------------------------- |
| 1858                                                       | Кількість міських поселень — разом у тому числі                 | 313                                                        | 177                                                        | 172                                                        | 672                                                        |
| 1858                                                       | міст                                                            | 34                                                         | 48                                                         | 31                                                         | 113                                                        |
| 1858                                                       | містечок                                                        | 279                                                        | 137                                                        | 131                                                        | 547                                                        |
| 1858                                                       | інших поселень                                                  | —                                                          | 2                                                          | 10                                                         | 12                                                         |
| 1858                                                       | Чисельність міського населення: (тисяч чол., в % до підсумку)   | 1120,7                                                     | 837,1                                                      | 606,5                                                      | 2564,3                                                     |
| 1863                                                       | Чисельність міського населення: (тисяч чол., в % до підсумку)   | 1288,6                                                     | 828,7                                                      | 628,6                                                      | 2735,9                                                     |
| 1863                                                       |                                                                 | 47,1                                                       | 30,2                                                       | 22,7                                                       | 100                                                        |
| 1863                                                       | Питома вага міських жителів в загальній кількості населення, %  | 23,5                                                       | 18,2                                                       | 22,8                                                       | 21,4                                                       |
| 1863                                                       | Зміни чисельності міського населення в період з 1858 по 1863, % | +14,9                                                      | −1,2                                                       | +3,8                                                       | −7,0                                                       |

Міста українських земель, це — до деякої міри давні адміністративно-торговельні осередки, а то знову — недавно повсталі осередки великої промисловості й торгівлі. На відсоток міської людності має вплив індустріалізація й торгівля.

### СРСР

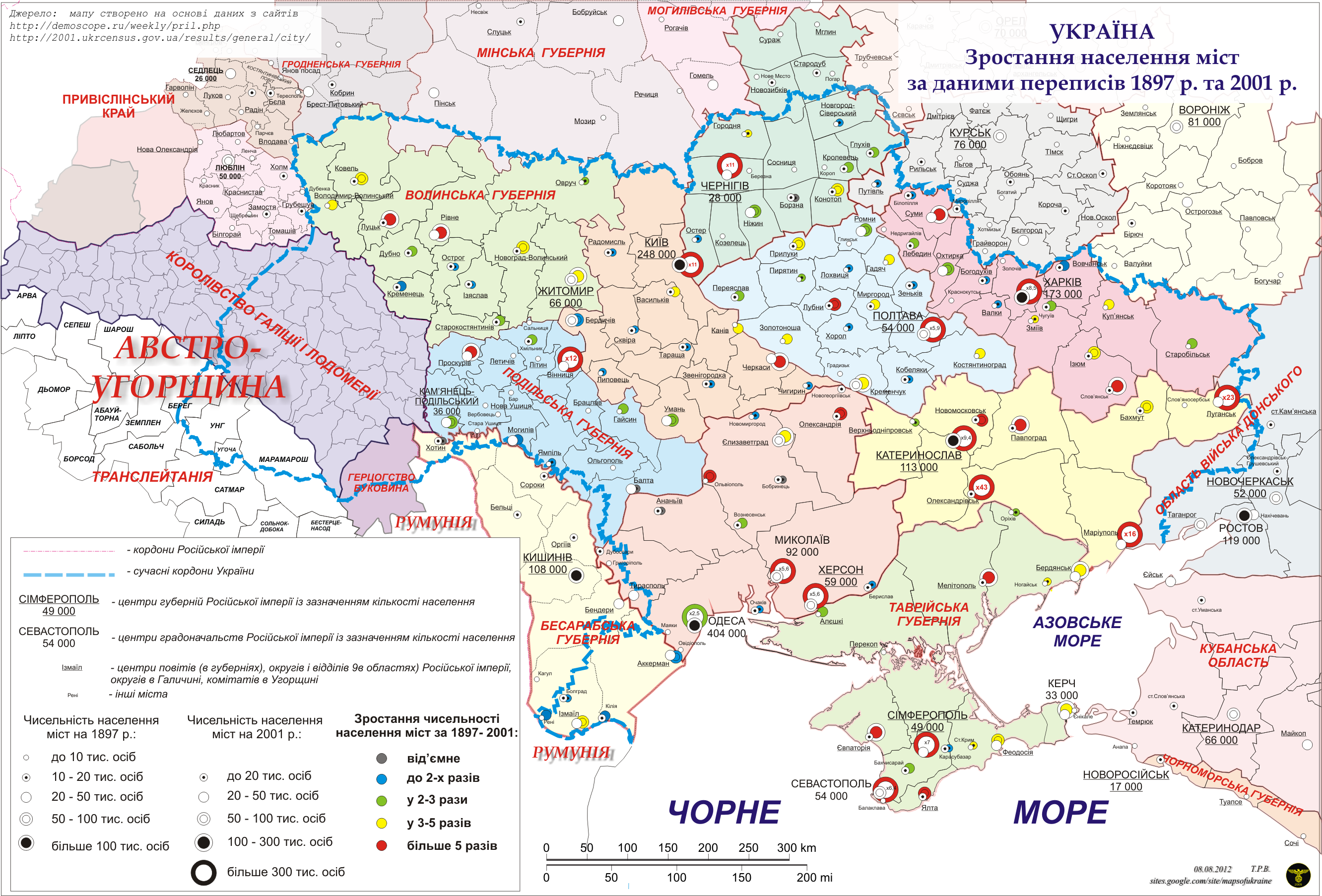
Зростання населення міст України у XX ст

До 1918 року країна була аграрною і в містах проживало 18 % населення. У пожовтневі часи процес розширення географії промисловості в Україні зазнає нових змін. Інтенсивний процес урбанізації в Україні розпочався в 1926—1939 рр., коли було взято курс на індустріалізацію народного господарства, тобто всього лише за 13 років чисельність міського населення зросла в 2,4 раза.
Це, насамперед, поява поряд з традиційними галузями промисловості нових — енергетичної, тракторної та комбайнобудівної, хімічного машинобудування тощо. Були створені нові промислові центри в Придніпров'ї (Запоріжжя, Кривий Ріг та ін.), Харків перетворився на один з найбільших машинобудівних центрів СРСР. Змінилось розміщення промисловості в старих промислових районах. Зросла промисловість у Києві, Одесі, Кіровограді, Миколаєві та інших містах.
Здійснено індустріалізацію західних областей України. Міста Львів, Ужгород, Нововолинськ, Дрогобич, Стрий та багато інших стали великими індустріальними центрами України.
4 грудня 1958 р. ЦК КПУ і Рада Міністрів УРСР прийняли постанову «Про заходи з поліпшення справи планування і забудови населених пунктів УРСР», в якій підкреслювалось виняткове значення районного планування. Відповідно до цього було складено проекти генеральних планів 122 міст і 683 районних центрів. Згодом було розроблено проекти планування більше 200 міст і багатьох селищ.
| Розподіл міст України за чисельністю населення в 1910 і 1920 | Розподіл міст України за чисельністю населення в 1910 і 1920 | Розподіл міст України за чисельністю населення в 1910 і 1920 | Розподіл міст України за чисельністю населення в 1910 і 1920 | Розподіл міст України за чисельністю населення в 1910 і 1920 | Розподіл міст України за чисельністю населення в 1910 і 1920 |
| Міста та їхнє населення                                      | 10—20 тисяч чол.                                             | 20—50 тисяч чол.                                             | 50—100 тисяч чол.                                            | 100 і більше тисяч чол.                                      | Разом                                                        |
| ------------------------------------------------------------ | ------------------------------------------------------------ | ------------------------------------------------------------ | ------------------------------------------------------------ | ------------------------------------------------------------ | ------------------------------------------------------------ |
| Число міст                                                   | 28                                                           | 24                                                           | 8                                                            | 4                                                            | 64                                                           |
| Чисельність населення міст (тисяч чол.)                      |                                                              |                                                              |                                                              |                                                              |                                                              |
| 1910                                                         | 440,7                                                        | 451,2                                                        | 591,1                                                        | 1123,6                                                       | 2906,6                                                       |
| 1920                                                         | 385,7                                                        | 618,3                                                        | 462,5                                                        | 950,4                                                        | 2416,9                                                       |
| Зменшення чисельності населення міст з 1910 по 1920          |                                                              |                                                              |                                                              |                                                              |                                                              |
| тисяч чол.                                                   | −55,0                                                        | −132,9                                                       | −128,6                                                       | −173,2                                                       | −489,7                                                       |
| %                                                            | −12,5                                                        | −17,8                                                        | −21,8                                                        | −15,4                                                        | −17,0                                                        |

### До 1939

Міста та міська людність, 1937

В українських містах живе ледве 21 % людности, а в великих містах, що мають понад 100 000 мешканців, лише 7,3 %. Це наслідок слабого господарського розвитку, в першій мірі — слабої індустріалізації країни.
Вони позбирані в декілька характеристичних ліній і груп, положених на погряниччях різних природних країн, де віддавна виступала виміна природних багатств обох країн, над морем і в околицях гірничопромислових.
Найбільш міської людності живе у степовій Україні, яка має найкращі умови для торгівлі й промисловості (джерела енергії, гірництво, море), зокрема великий відсоток міської людності живе в Донбасі. Аграрна лісостепова смуга має переважно 10—15 % міської людности, а деякі частини Правобережжя й Центрального Чорноземного Краю, положені далеко від джерел енергії й важніших комунікаційних шляхів — навіть менше.

## Повоєнна доба
Українські міста зростали ще динамічніше (особливо упродовж 1960-х років — на півмільйона осіб щороку). Загальні переписи населення, проведені на нашій території в другій половині XX століття, свідчать про перманентне примноження кількості їхніх жителів. В УРСР це відбувалося переважно за рахунок міграційних потоків із села, на частку яких у 1959—1970 роках припадало 47,8 %, а в 1970-1979-му — 51,6 % приросту міського населення. Як наслідок — 1965 року республіка досягла рівня урбанізованості (чисельність містян перевищила 50 %), а 1994-го населення міст переважило сільське вдвічі.
Містобудівна політика тієї доби була закладена знаковими рішеннями ХХ з'їзду КПРС (лютий 1956 року) та постановою Ради Міністрів УРСР (літо 1957-го) про значне розширення житлового будівництва.

## Назви міст України, ідентичність міського середовища
Назви історичних міст України, як правило, давні. Частина міст в різні періоди, — особливо зміни влади, соціально-політичного устрою, — мали різні назви. Так, з 1917-22 рр. і протягом декількох перших десятиліть радянської влади в Україні було перейменовано сотні міст і містечок — вони одержали імена вождів радянської влади або інші знаково-заідеологізовані назви пов'язані з новим режимом (Червоноармійськ, Комсомольськ, Жовтневе, Першотравневе тощо). У перші роки радянської влади втілювався ленінський план монументально-архітектурної пропаганди — установлення пам'ятників Щорсу, Леніну, Артему…
Протягом 1957–1958 рр. по Україні було перейменовано 141 населений пункт, 8 міських та 2 сільських райони, названі на честь В. Молотова, Л. Кагановича, К. Ворошилова, М. Будьонного, Г. Петровського, М. Хрущова, Д. Мануїльського (чому сприяв Указ Президії Верховної Ради СРСР від 11 вересня 1957 р.). На початку 1960-х рр. відбувались перейменування міст, районів та ін. адміністративно-територіальних одиниць, названих на честь Й. Сталіна.
Починаючи з 1987-го в СРСР відбулися значні перейменування населених пунктів названих в честь таких осіб, як: Д. Устинов, Ю. Андропов, Л. Брежнєв, В. Куйбишев, М. Горький, М. Калінін, Г. Орджонікідзе, С. Кіров, Я. Свердлов, А. Жданов та К. Ворошилов.
Насьогодні процес перейменування (зокрема, повернення старих історичних назв) триває на рівні міст, районів, вулиць тощо.

## Соціологія міст України
Див. також: рух людності, мігрант, пролетаріат
Місто — невелика за площею територія, є мікромоделлю суспільства всієї держави, у якій з напливом значної кількості мігрантів відбувається зіткнення великої кількості людей, що належать до різних етнічних, лінгвістичних, релігійних груп.
В умовах міста здебільшого зникають етнічні особливості традиційної матеріальної культури (причому далеко не всі), а загалом етнічне в людині залишається, воно лише переходить у її духовне життя, в її психологію. Існують два взаємопов'язані типи етнічної культури: традиційний сільський тип, в основі якого лежать багатовікові зв'язки селянина із землею, втілені в матеріальній культурі, побуті, традиціях, звичаях, і урбаністичний тип, який ґрунтується не стільки на зовнішніх етнічних атрибутах, скільки на внутрішньому психологічному усвідомленні етнічного коріння, тобто на етнічній самосвідомості.

### Динаміка сільського/міського населення
Раніше за Україну урбанізованими стали Росія, Латвія, Естонія, Вірменія, Азербайджан. За 1940–1970 рр. міське населення в Україні зростало вже значно нижчими темпами, бо за 30 років воно збільшилось лише в 1,9 раза. З середини 50-х років ХХ століття почався новий етап інтенсивного зростання кількості міст і чисельності міського населення в Україні. Тільки за останні 30 років частка міського населення в Україні зросла в 2,2 раза та становила на кінець 20 століття близько 70 % від загальної чисельності населення.
За кількістю великих міст (з населенням понад 100 тисяч чоловік) Україна посідає одне з провідних місць серед країн світу, таких міст зараз — 61.

#### Міста-аґломерації та міста-мільйонники
Див. також: Міста-мільйонники України
Упродовж 1957—1979 років сформувалися основні з них в УРСР, з'явилися міста-мільйонери. Київ досягнув відповідної позначки в 1957-му, Харків — у 1962-му, Одеса — в 1974-му.
В Україні є 7 міст із населенням, яке перевищило або сягає мільйона чоловік: Київ, Дніпропетровськ, Одеса, Донецьк, Харків, Запоріжжя, Кривий Ріг, Львів. До речі, для Києва останні 30 років був характерний надзвичайно інтенсивний демографічний розвиток: чисельність його населення зросла майже в 2,5 раза і досягла на 2000 рік 2 млн. 600 тисяч чоловік (1976 — 2 млн.).

### Спально-житлове будівництво
Житлові реформи Хрущова та урядово-партійні програми (рішення ХХ з'їзду КПРС (лютий 1956. року) та постановою Ради Міністрів УРСР (літо 1957.) активізували значне розширення житлового будівництва. У соціальному пляні в СРСР було проведено пенсійну реформу, змінено систему освіти, монетизовано грошові виплати колгоспникам. 1958. Виходить постанова про будівництво однотипних «хрущовок». При будівництві застосовувались індустріяльні методи — будівництво з префабрикатів — привозних бетонних плит, що монтувались на місці.
Першим жилим масивом в СРСР стали московські Черьомушки (1956), а в Україні — Першотравневий у Києві (1957—1963).
Забудова міст спальними районами призвела до транспортних проблем, вичерпання можливостей розвитку територій, ускладнення криміногенної ситуації. Фактично було обрано східні еталони поселенської структури, коли ставку робили на прогрес мегаполісів.

### Полікультурність, поліетнічність міст України
Див. також: Вірменська діаспора Львова, Смуга осілості
Перші татарські родини в Харкові з'являються лише у другій половині XIX ст. Особливий приріст татарського населення відбувся після 1877—1879 рр. — 448 осіб, коли після російсько-турецької війни у Харкові була розквартирована татарсько-башкирська кіннота, яка входила до складу війська Південного укріпрайону Російської імперії. До кінця XIX століття їх чисельність постійно зростала. За Всеросійським переписом 1897 р. в місті мешкало 641 особа мусульманського віросповідання, більшість з яких були татари.

#### Русифікація міст і русифікація в містах. Становлення української більшості
Див. ще: русифікація в Україні, русскій мір
Р. В. Шарібжанов у статті «Ісламська релігія як фактор збереження етнічних рис при адаптації населення до умов великого поліетнічного індустріального міста (на прикладі Харкова 20-30-х рр. XX ст.)» звертає увагу на те, що «…у Харкові кожна група мігрантів виявлялася більш слабкою, ніж основне ядро міста» і далі, «У мовному відношенні основне ядро міста виявилося російськомовним, стійким, і в період дослідження, незважаючи на стрімке зростання чисельності населення Харкова, відсоток російськомовного населення залишався незмінним, що свідчило про інтенсивну асиміляцію новоприбулих. Зі зростанням кількості містян відсоток російськомовного населення поповнювався за рахунок російського етносу, російськомовних місцевих етнічних груп, їх природного приросту, новоприбулих та асимільованих.» Автор також вказує на недостатність політики коренізації, що не давало змоги національним меншинам тривалий час зберігати свої національні риси.
Історик із Канади Орест Субтельний звернув увагу на примноження кількості містян та зміну ментального портрета українського суспільства, назвавши це «Великим перетворенням». Крім того, вчений відзначив зміну етнічного складу міст, де «нарешті постали українські більшості». Так, чисельність українців у Києві між 1959—1989 роками зросла від 60,11 до 72,45 %.

### Самоврядування
Див. також: Магдебурзьке право, полки України

## Підпорядкування. Адміністративно-територіальний устрій
Монофункціональні міста, галузевою спеціалізацією яких є гірничо-добувна, вугільна, хімічна промисловість, енергетика, — а це кожне третє мале місто, — найдужче постраждали від структурних змін, що відбувалися останнім часом в країні. Найбільше депресивних міст зосереджено в Донецькій, Луганській, Львівській, Київській, Вінницькій та Тернопільській областях[джерело?].